# Sjebekino
Sjebekino (russisk: Шебе́кино) er en by i Belgorod oblast i den europæiske del af Den Russiske Føderation.
Sjebekino ligger ved floden Nezjegol, en biflod til floden Donets. Byen blev grundlagt i 1713 . Den har et areal på 40 km2
og et indbyggertal på 39.680 (2021) indbyggere.